# Coilodera trisulcata
Coilodera trisulcata är en skalbaggsart som beskrevs av Hippolyte Louis Gory och Achille Rémy Percheron 1833. Coilodera trisulcata ingår i släktet Coilodera och familjen Cetoniidae. Inga underarter finns listade i Catalogue of Life.